# Kecamatan Bunguran Utara
Kecamatan Bunguran Utara är ett distrikt i Indonesien.   Det ligger i provinsen Kepulauan Riau, i den nordvästra delen av landet, 1 100 km norr om huvudstaden Jakarta.